# 분해 불가능 대상
범주론에서 분해 불가능 대상(分解不可能對象, 영어: indecomposable object)은 더 작은 대상들의 쌍대곱으로 나타낼 수 없는 대상이다.

## 정의
시작 대상 {\displaystyle 0\in {\mathcal {C}}} 및 모든 쌍대곱을 갖는 범주 {\displaystyle {\mathcal {C}}}의 대상 {\displaystyle X}가 다음 조건을 만족시킨다면, 분해 불가능 대상(영어: indecomposable object)이라고 한다.
- 임의의 대상들의 집합 {\displaystyle \{X_{i}\}_{i\in I}} 및 동형 {\displaystyle \coprod _{i\in I}X_{i}\colon X}에 대하여, {\displaystyle X\cong X_{i_{0}}}이며 {\displaystyle X_{i}\cong 0\forall i\in I\setminus \{i_{0}\}}가 되는 {\displaystyle i_{0}\in I}가 유일하게 존재한다.

여기서 {\displaystyle \textstyle \coprod }는 쌍대곱을 뜻한다.
마찬가지로, 끝 대상 {\displaystyle 1\in {\mathcal {C}}} 및 모든 곱을 갖는 범주 {\displaystyle {\mathcal {C}}}의 대상 {\displaystyle X}가 다음 조건을 만족시킨다면, 쌍대 분해 불가능 대상(영어: coindecomposable object)이라고 한다.
- 임의의 대상들의 집합 {\displaystyle \{X_{i}\}_{i\in I}} 및 동형 {\displaystyle \prod _{i\in I}X_{i}\colon X}에 대하여, {\displaystyle X\cong X_{i_{0}}}이며 {\displaystyle X_{i}\cong 1\forall i\in I\setminus \{i_{0}\}}가 되는 {\displaystyle i_{0}\in I}가 유일하게 존재한다.

여기서 {\displaystyle \textstyle \prod }는 곱을 뜻한다.

## 예

### 집합
집합과 함수의 범주 {\displaystyle \operatorname {Set} }에서, 분해 불가능 대상은 한원소 집합이다.

### 준층
작은 범주 {\displaystyle {\mathcal {C}}}가 주어졌을 때, 준층 범주 {\displaystyle \operatorname {Set} ^{{\mathcal {C}}^{\operatorname {op} }}} 속의 대상 {\displaystyle {\mathcal {F}}}에 대하여 다음 두 조건이 서로 동치이다.:Proposition 1.5
- 분해 불가능 대상이며, 사영 대상이다.
- {\displaystyle {\mathcal {F}}}에서 어떤 표현 가능 준층 {\displaystyle \hom _{\mathcal {C}}(-,X)}으로 가는 분할 단사 사상 {\displaystyle {\mathcal {F}}\to \hom _{\mathcal {C}}(-,X)}이 존재한다.

### 가군
환 {\displaystyle R}가 주어졌을 때, 분해 불가능 왼쪽 가군(영어: indecomposable left module)은 {\displaystyle R}-왼쪽 가군 범주 {\displaystyle _{R}\operatorname {Mod} }의 분해 불가능 대상이다. (오른쪽 가군에 대해서도 마찬가지로 정의할 수 있다.) 즉, {\displaystyle M=M'\oplus M''}와 같은 꼴로 분해할 수 없는 가군을 뜻한다.
환 {\displaystyle R} 위의 왼쪽 가군 {\displaystyle _{R}M}에 대하여 다음 두 조건이 서로 동치이다.
- 분해 불가능 가군이다.
- 영가군이 아니며, 자기 사상환 {\displaystyle \operatorname {End} (_{R}M,_{R}M)}의 모든 멱등원은 0 또는 1이다.

이는 만약 자기 사상환 {\displaystyle \operatorname {End} (_{R}M,_{R}M)}의 멱등원 {\displaystyle f\colon M\to M}이 주어졌을 때, {\displaystyle M=\ker f\oplus \operatorname {im} f}가 되기 때문이다.
환 {\displaystyle R} 위의 왼쪽 가군 {\displaystyle _{R}M}에 대하여 다음 세 조건이 서로 동치이다.
- 유한한 길이를 갖는다.
- 뇌터 가군이자 아르틴 가군이다.
- 합성열을 갖는다.

환 {\displaystyle R} 위의 왼쪽 가군 {\displaystyle _{R}M}이 유한한 길이를 갖는다면, 다음 세 조건이 서로 동치이다.
- 분해 불가능 가군이다.
- 영가군이 아니며, 자기 사상환 {\displaystyle \operatorname {End} (_{R}M,_{R}M)}은 국소환이다.
- (피팅 보조정리, 영어: Fitting lemma) 모든 자기 사상은 자기 동형 사상이거나 멱영 함수이다.

이는 자기 사상 {\displaystyle f\colon M\to M}이 주어졌을 때, 충분히 큰 {\displaystyle k\in \mathbb {N} }에 대하여 {\displaystyle M=\ker f^{k}\oplus \operatorname {im} f^{k}}임을 보여 증명할 수 있다.
체 {\displaystyle K} 위의 가군(=벡터 공간)의 경우, 분해 불가능 벡터 공간은 1차원 벡터 공간과 동치이다.
모든 왼쪽 아르틴 가군은 유한 개의 분해 불가능 왼쪽 가군들의 직합과 동형이다. 크룰-슈미트 정리(영어: Krull-Schmidt theorem)에 따르면, 환 {\displaystyle R} 위의 왼쪽 가군 {\displaystyle _{R}M}이 유한한 길이를 갖는다면, {\displaystyle M}을 유한 개의 분해 불가능 왼쪽 가군의 직합으로 나타내는 방법은 유일하다. 즉, 만약 {\displaystyle M}이 유한 개의 분해 불가능 왼쪽 가군의 직합 {\displaystyle M_{1}\oplus \cdots \oplus M_{r}} 및 {\displaystyle N_{1}\oplus \cdots \oplus N_{s}}와 동형이라면, {\displaystyle r=s}이며, {\displaystyle M_{i}\cong N_{j(i)}\forall i\in \{1,\dots ,r\}}인 {\displaystyle j\in \operatorname {Sym} (r)}가 존재한다.
모든 단순 가군은 분해 불가능 가군이다. 그러나 단순 가군이 아닌 분해 불가능 가군이 존재한다.

### 군
군에 대하여 가군과 유사한 결과들이 존재한다.
군 {\displaystyle G}에 대하여, 다음 두 조건이 서로 동치이다.
- 쌍대 분해 불가능 군이다. 즉, 군의 범주 {\displaystyle \operatorname {Grp} }의 쌍대 분해 불가능 대상이다. 즉, 만약 {\displaystyle G\cong H\times K}라면, {\displaystyle H=1}과 {\displaystyle K=1} 가운데 정확히 하나가 성립한다.
- 모든 내부 자기 동형 사상과 가환하는, 자기 사상 모노이드 {\displaystyle \operatorname {End} (G)}의 멱등원은 0 또는 1이다. (여기서 0은 모든 원소를 군의 항등원으로 대응시키는 자기 사상 {\displaystyle g\mapsto 1}이다.)

군 {\displaystyle G}에 대하여, 다음 두 조건이 서로 동치이다.
- 정규 부분군의 (포함 관계에 대한) 부분 순서 집합이 오름 사슬 조건 및 내림 사슬 조건을 만족한다.
- 주합성열을 갖는다.

군 {\displaystyle G}의 정규 부분군의 (포함 관계에 대한) 부분 순서 집합이 오름 사슬 조건 및 내림 사슬 조건을 만족시킨다면, 다음 세 조건이 서로 동치이다.
- 쌍대 분해 불가능 군이다.
- 자명군이 아니며, 임의의 두 자기 사상 {\displaystyle \phi ,\psi \in \operatorname {End} (G)}에 대하여, 만약 {\displaystyle \phi }와 {\displaystyle \psi }가 모든 내부 자기 동형 사상과 가환하며, {\displaystyle \phi (G)}의 원소와 {\displaystyle \psi (G)}의 원소가 가환하며, {\displaystyle \phi }와 {\displaystyle \psi }가 자기 동형 사상이 아니라면, 자기 사상 {\displaystyle \phi +\psi \colon g\mapsto \phi (g)\psi (g)} 역시 자기 동형 사상이 아니다.[2]:156, Corollary 2
- (피팅 보조정리, 영어: Fitting lemma) 모든 내부 자기 동형 사상과 가환하는 모든 자기 사상은 자기 동형 사상이거나 멱영 함수이다. (여기서 멱영 함수는 충분히 거듭 합성하면 0이 되는 함수를 뜻한다.)[2]:156, Corollary 1

군 {\displaystyle G}의 정규 부분군의 (포함 관계에 대한) 부분 순서 집합이 내림 사슬 조건을 만족시킨다면, {\displaystyle G}는 유한 개의 쌍대 분해 불가능 군의 직접곱과 동형이다. 크룰-슈미트 정리(영어: Krull-Schmidt theorem)에 따르면, 군 {\displaystyle G}의 정규 부분군의 (포함 관계에 대한) 부분 순서 집합이 오름 사슬 조건 및 내림 사슬 조건을 만족시킨다면, {\displaystyle G}를 유한 개의 쌍대 분해 불가능 군들의 직접곱으로 나타내는 방법은 유일하다. 즉, 만약 {\displaystyle G}가 유한 개의 쌍대 분해 불가능 군들의 직접곱 {\displaystyle G_{1}\times \cdots \times G_{r}} 및 {\displaystyle H_{1}\times \cdots \times H_{s}}와 동형이라면, {\displaystyle r=s}이며, {\displaystyle G_{i}\cong H_{j(i)}\forall i\in \{1,\dots ,r\}}인 {\displaystyle j\in \operatorname {Sym} (r)}가 존재한다.:156–157

## 참고 문헌
1. ↑  Moerdijk, I.; van Oosten, J. (2007). “Topos theory” (PDF) (영어).
2. 1 2 3  Jacobson, Nathan (1951). 《Lectures in abstract algebra. I. Basic concepts》. Graduate Texts in Mathematics (영어) 30. New York, NY: Springer. doi:10.1007/978-1-4684-7301-8. ISBN 978-1-4684-7303-2. ISSN 0072-5285. MR 0392227. Zbl 0326.00001.